# Hochzellberg
Der Hochzellberg ist ein 1208 m ü. NHN hoher Berg im Bayerischen Wald nordöstlich des Marktes Bodenmais und liegt im Naturpark Bayerischer Wald. Sein Gipfel ist nicht bewaldet, aufgearbeitete Sturm- und Borkenkäfer-Schäden haben seinen Nordhang und seinen Nordosthang entwaldet.
Nächste benachbarte Berge sind nördlich der Große Arber (1456 m) und der Kleine Arber (1384 m) sowie südlich der Silberberg (955 m).